# シャーンドル・コーンヤ

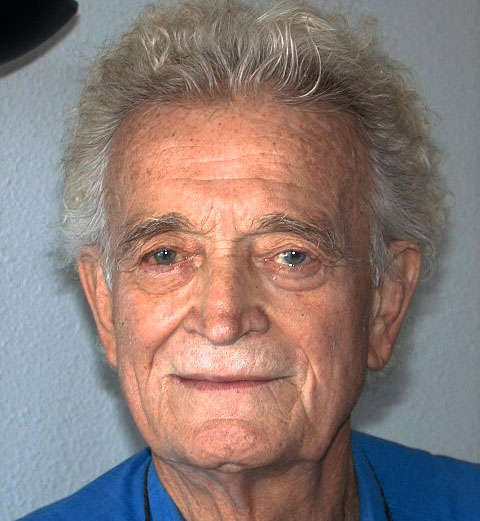
シャーンドル・コーンヤ（2000年）

シャーンドル・コーンヤ（Sándor Kónya, 1923年9月23日 - 2002年5月20日）は、ハンガリー出身のテノール歌手。。
シャルカドの生まれ。ブダペストでフェレンツ・セケリヒディに声楽を師事した後、デトモルトでフレデリック・ハスラーに師事し、ミラノにも遊学した。1951年にビーレフェルトでカヴァレリア・ルスティカーナのトゥリッドゥ役でオペラ・デビューを飾り、1955年からベルリン市立劇場、1958年にバイロイト音楽祭に登場した。1959年にはパリ・オペラ座、1960年にはミラノ・スカラ座、1961年にはメトロポリタン歌劇場、1969年にはコヴェントガーデン王立歌劇場に登場している。
日本には、1967年の第5次NHKイタリア歌劇団で来日し、『ドン・カルロ』の日本初演に題名役で参加している。
イビサ島の自宅で死去。

## 註
1. ↑  nytimes.com

| スタブアイコン | サブスタブ | この項目は、まだ閲覧者の調べものの参照としては役立たない、人物に関連した書きかけの項目です。この項目を加筆・訂正などしてくださる協力者を求めています（P:人物伝/PJ:人物伝）。 |